# اچ‌ام‌اس پی۴۷
اچ‌ام‌اس پی۴۷ (به انگلیسی: HMS P47) یک زیردریایی است که طول آن 58.22 m (191 feet) می‌باشد. این زیردریایی در سال ۱۹۴۲ ساخته شد.